# Luis Romano
Luis Romano (Guadalajara, Jalisco; 14 de febrero de 1981) es un actor mexicano de cine, teatro y televisión que ha participado en varias producciones para Televisa, TV Azteca y Telemundo.

## Filmografía

### Telenovelas
| Año       | Título                 | Personaje           |
| --------- | ---------------------- | ------------------- |
| 2018-2019 | Amar a muerte          | Gastón Salas        |
| 2018      | La bella y las bestias | Felipe              |
| 2018      | Por amar sin ley       | Fabián Ocampo       |
| 2011      | Bajo el alma           | Barman              |
| 2010-2011 | Prófugas del destino   | David Ugalde        |
| 2010      | Vidas robadas          | José Enrique García |
| 2008      | Secretos del alma      | Marcial             |
| 2006      | La fea más bella       | Alberto             |

#### Series de televisión
| Año       | Título                       | Personaje              |
| --------- | ---------------------------- | ---------------------- |
| 2017      | Había una vez                | Diego                  |
| 2017      | Ingobernable                 | Reportero              |
| 2015      | Estudio en la calle St. Jude | René                   |
| 2014      | Sr. Ávila                    | Mesero                 |
| 2012      | Paramedicos                  | Trabajador de limpieza |
| 2012      | Pacientes                    | Octavio                |
| 2010      | Drenaje profundo             | Nacho                  |
| 2010      | Los Minondo                  | Soldado                |
| 2010      | Capadocia                    | Alberto                |
| 2010      | Decisiones extremas          | Alberto                |
| 2009-2010 | XY. La revista               | Pepe García-Roble #1   |
| 2008      | La rosa de Guadalupe         | Daniel                 |

#### Películas
| Año  | Título                      | Personaje           |
| ---- | --------------------------- | ------------------- |
| 2015 | Tres variaciones de Ofelia  | Aristóteles         |
| 2014 | Quetzalcoatl                | Tezcatlipoca        |
| 2012 | Amante de lo ajeno          | Santiago            |
| 2011 | Labios rojos                | Ricardo (joven)     |
| 2011 | Fócide                      | Santiago            |
| 2011 | Hasta cuando?               | Driver              |
| 2010 | Borrar de la memoria        | Director de escuela |
| 2010 | Thank You for Not Smoking   | Rol desconocido     |
| 2009 | La misma adoración y gloria | Luis                |
| 2008 | Vicario                     | Mauricio            |
| 2008 | Philia                      | Arturo              |
| 2007 | Propiedad ajena             | Santiago Sámano     |
| 2004 | Motel                       | Leonardo            |